# Crime of the Century
Az 1974-es Crime of the Century a Supertramp harmadik nagylemeze. Ez az első album, amelyen a klasszikus felállás hallható, továbbá ez az első album, amelynél együtt dolgoztak Ken Scott producerrel.
Ez volt a Supertramp első Top 40-es lemeze Amerikában, itt aranyminősítést kapott. A Dreamer kislemez az Egyesült Királyságban is meghozta a sikert az együttes számára, itt az albumlisták élére kerültek, míg a Dreamer a kislemezlistán a 9. helyig jutott.
Az album szerepel az 1001 lemez, amit hallanod kell, mielőtt meghalsz című könyvben.

## Az album dalai
| 1. | School             | Roger Hodgson, Rick Davies | Hodgson és Davies | 5:35 |
| 2. | Bloody Well Right  | Hodgson, Davies            | Davies            | 4:32 |
| 3. | Hide In Your Shell | Hodgson, Davies            | Hodgson           | 6:49 |
| 4. | Asylum             | Hodgson, Davies            | Davies és Hodgson | 6:45 |

| 1. | Dreamer                   | Hodgson, Davies | Hodgson és Davies | 3:31 |
| 2. | Rudy                      | Hodgson, Davies | Davies és Hodgson | 7:17 |
| 3. | If Everyone Was Listening | Hodgson, Davies | Hodgson           | 4:04 |
| 4. | Crime of the Century      | Hodgson, Davies | Davies            | 5:32 |

## Helyezések

### Album
| Év   | Lista                | Helyezés |
| ---- | -------------------- | -------- |
| 1975 | Billboard Pop Albums | 38       |
| 1975 | Brit albumlista      | 1        |

### Kislemezek
| Év | Kislemez          | Lista                 | Helyezés |
| -- | ----------------- | --------------------- | -------- |
| 2  | Bloody Well Right | Billboard Pop Singles | 35       |
| 2  | Dreamer           | Brit kislemezlista    | 9        |

## Közreműködők

### Supertramp
- Bob C. Benberg – dob, ütőhangszerek
- Roger Hodgson – ének, gitár, zongora
- John Anthony Helliwell – szaxofon, klarinét, vokál
- Dougie Thomson – basszusgitár
- Richard Davies – ének, billentyűk, szájharmonika

### További zenészek
- Christine Helliwell – háttérvokál a Hide in Your Shell-en
- Vicky Siebenberg – háttérvokál a Hide in Your Shell-en
- Scott Gorham – háttérvokál a Hide in Your Shell-en
- (ismeretlen utcazenész) – fűrész a Hide in Your Shell-en
- Ken Scott – gong a Crime of the Century-n

### Produkció
- Ken Scott és a Supertramp – producer
- Ken Scott, John Jansen – hangmérnök
- Ray Staff Trident Studios – keverés
- Richard Hewson – vonósok hangszerelése
- Paul Wakefield – borítóterv és fényképek
- Fabio Nicoli – művészi vezető

## Fordítás
Ez a szócikk részben vagy egészben a Crime of the Century (album) című angol Wikipédia-szócikk ezen változatának fordításán alapul.  Az eredeti cikk szerkesztőit annak laptörténete sorolja fel. Ez a jelzés csupán a megfogalmazás eredetét és a szerzői jogokat jelzi, nem szolgál a cikkben szereplő információk forrásmegjelöléseként.